# John Davies de Mallwyd
Pour les articles homonymes, voir John Davies.
John Davies, dit de Mallwyd,  est un humaniste gallois né vers 1567 ou 1570 à Llanferres et mort le 15 mai 1644 à Harlech. Auteur d'une grammaire du gallois et d'un dictionnaire de cette langue, il contribue significativement à la révision de la traduction galloise de la Bible de William Morgan qui paraît en 1620.

## Biographie
John Davies est le fils d'un tisserand, Dafydd ab Ieuan ap Rhys, et de son épouse Elizabeth ferch Lewis ap Dafydd Lloyd. Natif de Llanferres, dans le Denbighshire, il est scolarisé à la grammar school de Ruthin, alors dirigée par Richard Parry (en), avant de suivre des études au Jesus College de l'université d'Oxford, dont il sort diplômé en 1594.
Ses faits et gestes au cours des dix années qui suivent ne sont pas documentés. Il pourrait avoir enseigné à Ruthin ou avoir passé du temps à Llandaff auprès de l'évêque William Morgan, qu'il décrit ultérieurement comme son Gamaliel. On ne retrouve sa trace qu'en 1604, lorsqu'il est nommé recteur de Mallwyd (en), dans le Merionethshire. Il reprend ses études en 1608, cette fois au Lincoln College, décrochant son Bachelor of Divinity la même année, puis son Doctorate of Divinity (en) en 1615. Il se marie en 1609 avec Jane Price de Llwyn Ynn, la sœur de la femme de Richard Parry.
Bien qu'il obtienne plusieurs sinécures par la suite (Darowen en 1614, puis Llanfor (en) en 1621), John Davies quitte rarement Mallwyd jusqu'à la fin de sa vie. Il passe néanmoins une année à Londres pour superviser l'impression de son dictionnaire gallois-latin et latin-gallois, publié en 1632. Il meurt le 15 mai 1644 à Harlech, mais c'est à Mallwyd qu'il est enterré quatre jours plus tard.

## Œuvre
John Davies s'illustre dans plusieurs domaines du savoir, mais toujours avec l'objectif de promouvoir la foi chrétienne auprès de ses compatriotes dans leur langue natale, le gallois. Il joue ainsi un rôle fondamental dans la révision de Y Beibl cyssegr-lan (en), la traduction de la Bible par William Morgan. Cette révision paraît en 1620 sous le seul nom de Richard Parry (en). De la même manière, la révision de la traduction du Livre de la prière commune sortie en 1621 sous le nom de Parry est en grande partie l’œuvre de Davies. Toujours dans le domaine religieux, il traduit en gallois The First Book of Christian Resolution du jésuite anglais Robert Persons (Llyfr y resolusion, 1632) et édite Y llyfr plygain a'r catechisme (1633).
Il recueille une grande quantité de poèmes en gallois à partir de 1594. Cette matière première, dont des extraits sont publiés après sa mort (Flores poetarum Britannicorum, 1710), alimente ses travaux linguistiques : une grammaire du gallois en latin, Antiquæ linguæ Britannicæ … rudimenta (1621) et un dictionnaire gallois-latin et latin-gallois, Antiquæ linguæ Britannicæ … dictionarium duplex (1632). La partie latin-gallois s'appuie sur les travaux d'un autre lexicographe, Thomas Wiliems (en),.